# Hokkaido Air System
Hokkaido Air System (HAC) (яп. 株式会社北海道エアシステム кабусики гайся хоккайдо эа сисутэму) — небольшая авиакомпания Японии со штаб-квартирой в аэропорту Окимада (район Хигаси, Саппоро), работающая в сфере регулярных пассажирских перевозок на маршрутах по острову Хоккайдо.

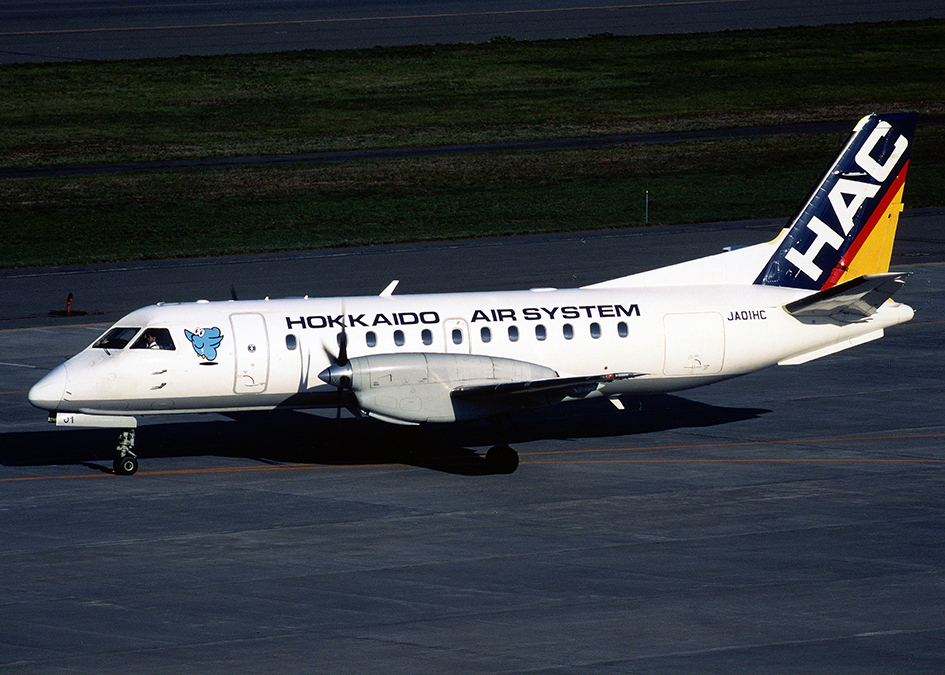
Saab 340B-WT авиакомпании Hokkaido Air System

Портом приписки перевозчика и его главным транзитным узлом (хабом) является аэропорт Окимада.
Hokkaido Air System — частная компания с более, чем шестьюдесятью акционерами, основными из которых являются правительство Хоккайдо (36,5 %), Japan Airlines (14,5 %) и городское самоуправление Саппоро (13,5 %). Среди других известных совладельцев городские самоуправления Хакодате и Кусиро, компании Hokkaido Electric Power Company, Hokkaido Bank и North Pacific Bank.
В марте 2013 года штат авиакомпании насчитывал 82 сотрудника.

## История
Hokkaido Air System была основана 30 сентября 1997 года и начала операционную деятельность в следующем году. Компания образовывалась в качестве совместного предприятия с крупной авиакомпанией Japan Air System, которая затем была реорганизована во флагманского авиаперевозчика Японии Japan Airlines. Первая штаб-квартира Hokkaido Air System размещалась в пассажирском терминале аэропорта Титосэ Новый в городе Титосэ (Хоккайдо).
В 1998 году авиакомпания открыла регулярные пассажирские перевозки на маршрутах Титосэ-Хакодате, Хакодате-Асахикава, Хакодате-Кусиро и Асахикава-Кусиро, в следующем году маршрутная сеть расширилась рейсами Титосэ-Кусиро и Хакодате-Меманбецу, а в 2001 году — регулярным маршрутом Хакодате-Сендай. В 2003 году Hokkaido Air System открыла перевозки из аэропорта Окадама в Хакодате и Кусиро, общее количество обслуживаемых направлений при этом выросло до девяти. В 2005—2006 году авиакомпания обслуживала регулярные рейсы между Титосэ и аэропортом Окадама (Саппоро). 31 марта 2006 года прекратила операционную деятельность компания Air Hokkaido, на следующий день Hokkaido Air System начала пассажирские перевозки на направлении Хакодате-Окусири, выкупив соответствующие права у обанкротившейся компании.
В марте 2011 года Hokkaido Air System вышла из состава JAL Group в связи с проводимой масштабной реорганизацией JAL. Japan Airlines при этом сохранила 14 % акций перевозчика, тем самым оставшись вторым по величине акционером HAC после правительства префектуры Хоккайдо. 1 сентября 2011 года Japan Airlines приостановила продажу и бронирование авиабилетов на рейсы Hokkaido Air System, в том же периоде префектура острова Хоккайдо приступила к субсидированию пассажирских перевозок между рядом населённых пунктов острова.
По результатам финансового года, окончившегося 31 марта 2013 года, Hokkaido Air System показала убыток в 296 миллионов иен, после чего руководство авиакомпании предприняло ряд мер, направленных на улучшение операционной деятельности перевозчика, в частности возобновились совместные рейсы с Japan Airlines, а в июле того же года был открыт регулярный маршрут между Саппоро и Мисавой. В декабре 2013 года правительство Хоккайдо и Japan Airlines находились в процессе переговоров о совместном субсидировании Hokkaido Air System и возможном переходе авиакомпании в статус дочернего предприятия холдинга JAL Group.

## Маршрутная сеть

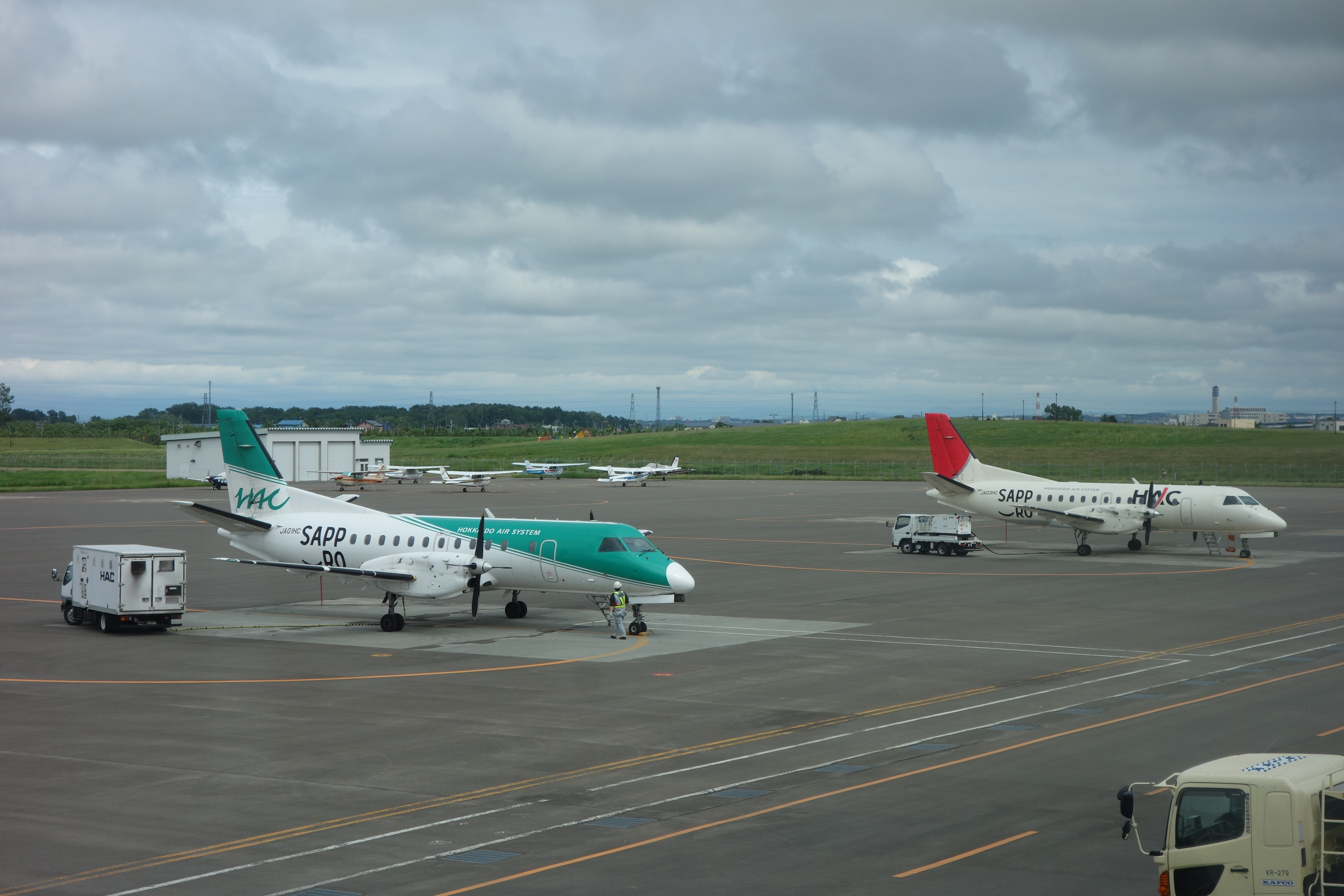
Два самолёта Saab 340B-WT авиакомпании Hokkaido Air System в аэропорту Окадама. На передней плане — в нынешней ливрее, на заднем — в прежней ливрее JAL

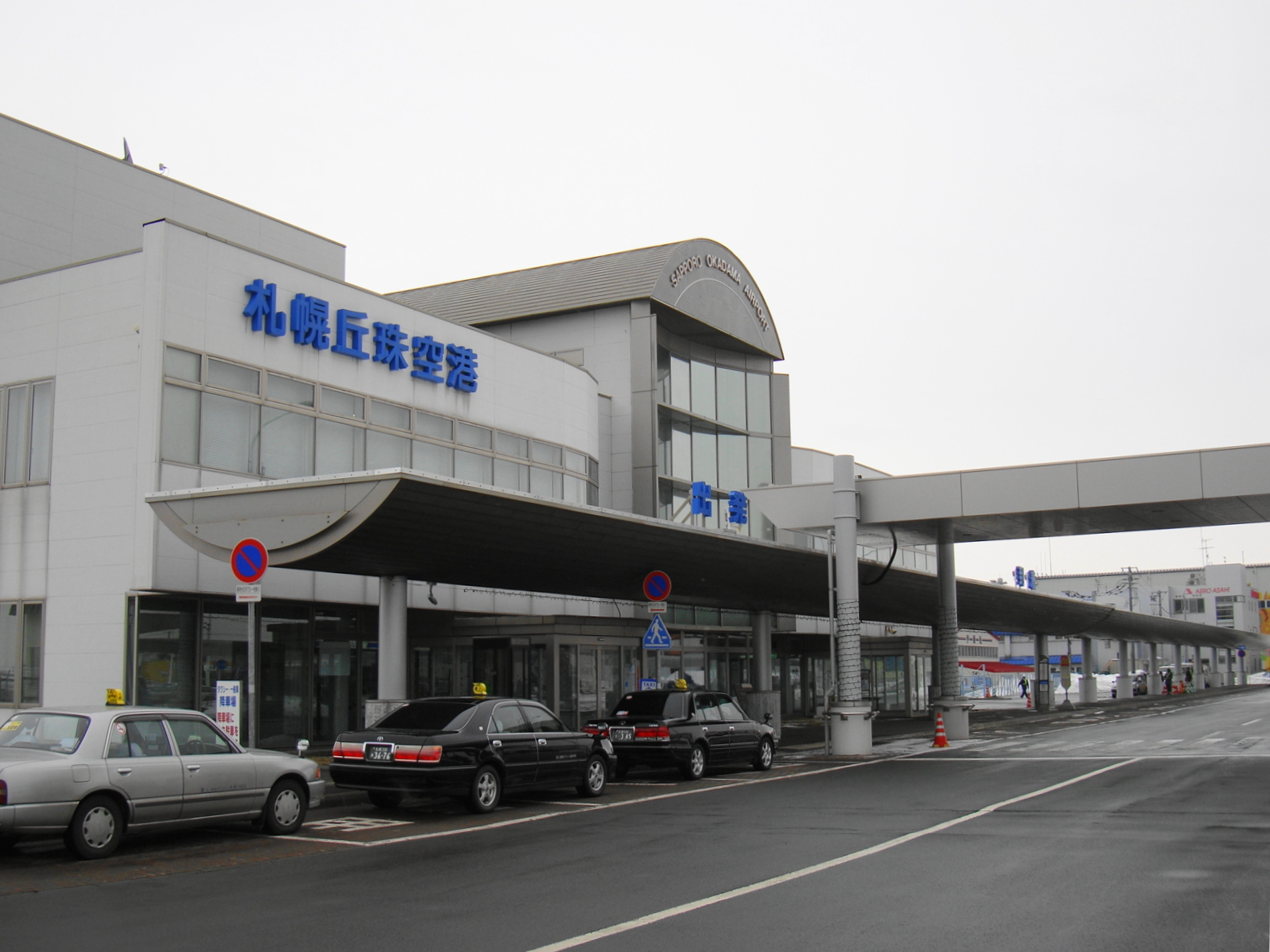
Здание пассажирского терминала аэропорта Окадама, в котором размещается штаб-квартира авиакомпании HAC

В мае 2014 года маршрутная сеть регулярных перевозок авиакомпании Hokkaido Air System охватывала следующие аэропорты:
- Саппоро — аэропорт Окадама — хаб
- Хакодате — аэропорт Хакодате
- Асахикава — аэропорт Асахикава
- Кусиро — аэропорт Кусиро
- Окусири — аэропорт Окусири
- Рисирифудзи — аэропорт Рисири
- Мисава — аэропорт Мисава

## Флот
В январе 2013 года авиакомпания Hokkaido Air System эксплуатировала следующие самолёты: